# RDRAM
RDRAM (Rambus DRAM) и его преемники Concurrent Rambus DRAM (CRDRAM) и Direct Rambus DRAM (DRDRAM) представляют собой стандарт синхронной динамической оперативной памяти с произвольным доступом (SDRAM), разработанный компанией Rambus в сотрудничестве с Intel в 1996 году. Rambus DRAM была разработана для приложений с высокой пропускной способностью и позиционировалась Rambus как замена различным типам современной памяти, такой как SDRAM.
Первоначально ожидалось, что DRDRAM станет стандартом для памяти ПК, особенно после того, как Intel согласилась лицензировать технологию Rambus для использования со своими будущими наборами микросхем. Право использовать RDRAM-планки лицензировали такие компании, как LG Semicon, Samsung, Mitsubishi. Позже к ним присоединилась компания AMD.
Кроме того, ожидалось, что DRDRAM станет стандартом для графической памяти. Однако RDRAM оказалась втянутой в войну стандартов с альтернативной технологией — DDR SDRAM — и быстро проиграла из-за цены, а затем и из-за производительности. Примерно к 2003 году DRDRAM больше не поддерживался ни одним персональным компьютером.
Дальнейшее развитие Rambus DRAM — DRDRAM — было заменено XDR DRAM и XDR2 DRAM, но последняя так и не нашла применение ни в одном устройстве.

## Оперативная память для ПК
Первые материнские платы для ПК с поддержкой RDRAM основанные на чипсет Intel 820 дебютировали в конце 1999 года после двух серьёзных задержек. RDRAM вызывала споры во время её широкого использования Intel из-за высоких лицензионных сборов по причине, что она является проприетарным стандартом,  высокой стоимости и, соответственно, низких преимуществ в производительности из-за повышенной стоимости (соотношение цена/качество). RDRAM и DDR SDRAM были вовлечены в войну стандартов. 
PC-800 RDRAM работал на частоте 400 МГц и обеспечивал пропускную способность 1600 МБ/с по 16-битной шине. Он был упакован как 184-контактный форм-фактор RIMM («встроенный модуль памяти Rambus»), аналогичный DIMM (двухрядный модуль памяти). Данные передаются как по переднему, так и по заднему фронту тактового сигнала, метод, известный как DDR (Double Data Rate). Чтобы подчеркнуть преимущества метода DDR, этот тип ОЗУ подавался со скоростью, в два раза превышающей фактическую тактовую частоту, т. е. стандарт Rambus 400 МГц был назван PC-800. Это было значительно быстрее, чем предыдущий стандарт, PC-133 SDRAM, который работал на частоте 133 МГц и обеспечивал пропускную способность 1066 МБ/с по 64-битной шине с использованием 168-контактного форм-фактора DIMM.
Кроме того, если материнская плата имеет двухканальную или четырёхканальную подсистему памяти, все каналы памяти должны быть обновлены одновременно. 16-битные модули предоставляют один канал памяти, а 32-битные модули предоставляют два канала. Следовательно, на двухканальной материнской плате, принимающей 16-битные модули, модули RIMM должны добавляться или удаляться попарно (но на двухканальную материнскую плату, принимающую 32-битные модули, можно добавить или удалить одиночные модули RIMM). Отдельного внимания заслуживает тот факт, что некоторые из более поздних 32-битных модулей имели 232 контакта по сравнению с более старыми 184-контактными 16-битными модулями.

### Спецификации модулей
| Обозначение        | Ширина шины (бит) | Каналов | Тактовая частота (МГц) | Пропускная способность (MByte/s) |
| ------------------ | ----------------- | ------- | ---------------------- | -------------------------------- |
| PC600              | 16                | Single  | 266                    | 1066                             |
| PC700              | 16                | Single  | 355                    | 1420                             |
| PC800              | 16                | Single  | 400                    | 1600                             |
| PC1066 (RIMM 2100) | 16                | Single  | 533                    | 2133                             |
| PC1200 (RIMM 2400) | 16                | Single  | 600                    | 2400                             |
| RIMM 3200          | 16                | Dual    | 400                    | 3200                             |
| RIMM 4200          | 16                | Dual    | 533                    | 4200                             |
| RIMM 4800          | 16                | Dual    | 600                    | 4800                             |
| RIMM 6400          | 16                | Dual    | 800                    | 6400                             |

#### Модули непрерывности
Конструкция многих распространенных контроллеров памяти Rambus требовала установки модулей памяти комплектами по два. Все оставшиеся свободные слоты памяти должны быть заполнены модулями непрерывности RIMM (CRIMM). Эти модули («заглушки») не предоставляют дополнительной памяти и служили только для распространения сигнала на согласующие резисторы на материнской плате, вместо того, чтобы образовывался тупик, где сигналы будут отражаться (см. терминатор). 

CRIMM физически похожи на обычные RIMM, за исключением того, что в них отсутствуют интегральные схемы (и их распределители тепла).

### Производительность
По сравнению с другими современными стандартами Rambus продемонстрировал увеличение задержки, тепловыделения, сложности производства и стоимости. Из-за более сложной схемы интерфейса и увеличенного количества банков памяти размер кристалла RDRAM был больше, чем у современных чипов SDRAM, что приводило к увеличению цены на 10–20 % при плотности 16 Мбит (добавление примерно 5 % штрафа к производительности при 64 Мбит). Обратите внимание, что наиболее распространенные плотности RDRAM — 128 Мбит и 256 Мбит.
PC-800 RDRAM работал на частоте 400 МГц и обеспечивал пропускную способность 1600 МБ/с по 16-битной шине (PC-133 SDRAM, который работал на частоте 133 МГц и обеспечивал пропускную способность 1066 МБ/с по 64-битной шине).
PC-800 RDRAM работала с задержкой 45 нс, что больше, чем у других разновидностей SDRAM того времени. 
Микросхемы памяти RDRAM также выделяли значительно больше тепла, чем чипы SDRAM, что требует использования распределителей тепла на всех устройствах RIMM. 
RDRAM включает в себя дополнительные схемы (например, демультиплексоры пакетов) в каждом чипе, что увеличивает сложность производства, по сравнению с SDRAM.
В итоге, RDRAM также была в четыре раза дороже, чем PC-133 SDRAM, из-за сочетания более высоких производственных затрат и высоких лицензионных сборов. Альтернатива этой памяти, PC-2100 DDR SDRAM, представленная в 2000 году, работала с тактовой частотой 133 МГц и обеспечивала скорость 2100 МБ/с по 64-битной шине с использованием 184-контактного форм-фактора DIMM.
С введением наборов микросхем Intel 840 (Pentium III), Intel 850 (Pentium 4), Intel 860 (Pentium 4 Xeon) Intel добавила поддержку двухканальной памяти PC-800 RDRAM, удвоив пропускную способность до 3200 МБ/с за счёт увеличения ширины шины до 32 бит. 
За ним в 2002 году последовал набор микросхем Intel 850E, который представил PC-1066 RDRAM, увеличив общую двухканальную пропускную способность до 4200 МБ/с. 
В 2002 году Intel выпустила набор микросхем E7205 Granite Bay, в котором была реализована поддержка двухканальной памяти DDR (с общей пропускной способностью 4200 МБ/с) с немного меньшей задержкой, чем у конкурирующей RDRAM (пропускная способность Granite Bay соответствовала пропускной способности чипсета i850E, использующего PC-1066 DRDRAM, со значительно меньшей задержкой).
Для достижения тактовой частоты RDRAM в 800 МГц модуль памяти работает на 16-битной шине вместо 64-битной в SDRAM DIMM. На момент запуска Intel 820 некоторые модули RDRAM работали на частоте менее 800 МГц.

#### Тесты производительности
Контрольные тесты, проведенные в 1998 и 1999 годах, показали, что большинство повседневных приложений работают с RDRAM минимально медленнее. В 1999 году тесты, сравнивающие наборы микросхем Intel 840 и Intel 820 RDRAM с набором микросхем Intel 440BX SDRAM, привели к выводу, что прирост производительности RDRAM не оправдывает её стоимость по сравнению с SDRAM, за исключением использования на рабочих станциях. 

В 2001 году тесты показали, что одноканальные модули DDR266 SDRAM могут близко соответствовать двухканальным RDRAM 800 в повседневных приложениях.

### История маркетинга
В ноябре 1996 года Rambus заключила контракт на разработку и лицензирование с компанией Intel. Intel объявила, что будет поддерживать только интерфейс памяти Rambus для своих новых микропроцессоров Pentium 4, и получила права на покупку одного миллиона акций Rambus по цене 10 долларов за акцию.
К концу лета 1999 года у Intel было несколько готовых материнских плат на Intel 850 от крупнейших тайваньских производителей. На сентябрьском IDF процессорный гигант вновь продемонстрировал рабочую систему с RDRAM 800 МГц.
За две недели до выхода платформы Intel 850 в интернете появились спецификации новых моделей материнских плат ASUS, AOpen, ABIT и Chaintech. Но за два дня до презентации чипсета компания Intel перенесла его представление в связи с обнаружением в нём ошибки — т. н. memory bit error.
Потери компаний, по приблизительным оценкам, составили около 100 млн долларов США.
В качестве стратегии перехода Intel планировала поддерживать модули DIMM PC-100 SDRAM на будущих наборах микросхем Intel 82x с использованием концентратора преобразования памяти (MTH). В 2000 году Intel отозвала материнскую плату Intel 820 с MTH из-за случайных зависаний и самопроизвольных перезагрузок, вызванных шумами переключения. С тех пор ни одна серийная материнская плата Intel 820 не содержала MTH.
В 2000 году Intel начала субсидировать RDRAM. Intel начала постепенно отказываться от этих субсидий в 2001 году.
В 2003 году Intel представила чипсеты 865 и 875 с поддержкой двухканальной DDR SDRAM, которые продавались как высокопроизводительные замены чипсета 850. При этом, будущая дорожная карта памяти уже не включала RDRAM.

## Прочее использование

### Игровые видеоприставки
RDRAM от Rambus использовался на двух игровых консолях, начиная с 1996 года с Nintendo 64. Консоль Nintendo использовала 4 МБ RDRAM, работающую с тактовой частотой 500 МГц на 9-разрядной шине, обеспечивая пропускную способность 500 МБ/с. RDRAM позволил оснастить консоль большим объёмом пропускной способности памяти при сохранении более низкой стоимости благодаря простоте конструкции. Узкая шина RDRAM позволила разработчикам печатных плат использовать более простые методы проектирования для минимизации затрат. Однако эта память не нравилась из-за высоких задержек произвольного доступа. В Nintendo 64 модули RDRAM охлаждаются с помощью пассивного узла тепловыделения. 
Nintendo также включила условие для обновления системной памяти с помощью аксессуара Expansion Pak, позволяющего дополнять некоторые игры улучшенной графикой, более высоким разрешением или увеличенной частотой кадров. Макет Jumper Pak[что?] входит в комплект консоли из-за вышеупомянутых особенностей дизайна RDRAM.
Sony PlayStation 2 была оснащена 32 МБ RDRAM и реализовала двухканальную конфигурацию, обеспечивающую доступную пропускную способность 3200 МБ/с.

### Texas Instruments DLP
RDRAM использовалась в DLP-проекторах (DLP) от Texas Instruments.

### Видеокарты
Cirrus Logic внедрила поддержку RDRAM в свой графический процессор Laguna с двумя моделями семейства: 5462 (только 2D) и 5464 (2D с 3D-ускорением), оба имели 2 МБ памяти и использовали шину PCI. 
Cirrus Logic GD5465 имел увеличенную память Rambus объёмом в 4 МБ  и использовал более быструю шину AGP (благодаря высокой пропускной способности RDRAM обеспечивала потенциально более быстрый пользовательский интерфейс, чем конкурирующие технологии DRAM). Эти чипы использовались, в частности, в серии Creative Graphics Blaster MA3xx.